# Ricardo Molina
Ricardo Molina de Figueiredo, professor da Unicamp (Campinas), é um perito em fonética forense do Brasil, tendo atuado em centenas de casos como Assistente Técnico em processos judiciais criminais e Perito em processos cíveis. Ficou mais conhecido por seu trabalho no caso PC Farias, contestando o laudo oficial. Seu trabalho consiste principalmente em analisar arquivos de áudio e vídeo em busca de edições falsas ou procurando identificar a voz do locutor, atuando também em outras áreas de perícia técnica (grafotécnica, documentoscopia, acidentes de trânsito, informática etc.). Chegou a estudar engenharia (UFRJ) e graduou-se em composição e regência pela Unicamp, com mestrado em Linguística e doutorado em Ciências, na mesma instituição.

## Perito
Na pós graduação (mestrado e doutorado), encontrou-se com a fonética forense, especialidade que lhe rendeu fama nacional. Com o fechamento do laboratório de fonética forense na Unicamp, Molina abriu um instituto privado (IPESIT - Instituto de Pesquisa de Som, Imagem e Texto) para continuar a fazer trabalhos periciais, agora em diversas outra especialidades, juntamente com sua equipe.
Foi demitido da Unicamp em fevereiro de 2001 pelo reitor Hermano Tavares por supostas irregularidades administrativas, que Molina contesta. Por força de sentença judicial Molina foi readmitido no mês seguinte, em março de 2001. Permanece como professor da Unicamp até hoje.
Em 2002, a Unicamp (Universidade de Campinas) emitiu nota oficial desautorizando que o ex-professor falasse em nome da instituição em comunicado que fora assinado pelo procurador geral da Instituição. 
Molina possui extenso currículo de perícias importantes. Ficou conhecido em 1991, quando a Polícia Federal o convocou para auditar uma fita em que o ministro do Trabalho no governo Collor, o sindicalista Antônio Rogério Magri, admitia ter recebido uma propina de 30 mil dólares. A fama veio alguns anos depois com o caso da morte de PC Farias - assessor de Collor encontrado morto em sua casa de praia, ao lado da namorada. O perito contestou o laudo emitido por um colega também da Unicamp, o médico legista Fortunato Badan Palhares, que defendia a tese de homicídio seguido de suicídio da namorada de PC, Suzana Marcolino. A especulação na época apontava para um caso de duplo homicídio por queima de arquivo. Molina trabalhou ainda nos laudos dos casos da Chacina de Eldorado dos Carajás; o crime da Favela Naval e o acidente que matou os integrantes da banda Mamonas Assassinas, entre vários outros. É comumente contratado para emitir laudos para orgãos como o Ministério Público Federal, CPI's do Congresso Nacional além de departamentos de investigação de vários estados da federação e ainda orgãos de imprensa.
Em suas aparições na mídia, Molina comumente faz declarações sobre ações da Perícia Criminal Oficial, mesmo sem nunca ter sido Perito Criminal Oficial. o que já foi questionado por Associações de Peritos Criminais. 
Apesar de ter ganhado fama em 1991 quando foi convocado pela Polícia Federal para realizar as análises no áudio do caso Magri, a Polícia Federal não solicita mais seus serviços como fizera no passado. Ao contrário, o corpo de peritos oficiais da polícia federal, cuja associação representativa é a APCF, questiona em notas de repúdio os seus métodos e até a habilitação técnica do foneticista para realizar os multi-variados exames em que ele se postula especialista. 
Molina faz uma média de 120 análises por ano e presta assessoria a entidades como a FAPESP (Fundação de Amparo à Pesquisa do Estado de São Paulo) e o FAEP (Fundo de Apoio ao Ensino e à Pesquisa) da Unicamp.
Os mais recentes casos de repercussão nacional que Molina atuou foram o exame grafotécnico de manuscritos do governador Arruda no caso do Mensalão do DEM em Brasília, para uma matéria investigativa da Revista Época no início de 2010, e na agressão ao candidato à presidência José Serra, supostamente por militantes do PT (Partido dos Trabalhadores), em confusão durante uma passeata na cidade de Rio de Janeiro na campanha eleitoral do segundo turno daquele ano. Após sua análise de filmagens do evento, a pedido da TV Globo, declarou que outro objeto "bem mais pesado que uma bolinha de papel" atingiu o candidato.. Apesar das suas conclusões, muitas críticas foram feitas, inclusive por professores universitários especializados em jornalismo gráfico.

Em 22 de maio de 2017, Molina foi contratado pela defesa do presidente da república Michel Temer para elaborar parecer em  audio fornecido por Joesley Batista, controlador da empresa JBS, no qual o presidente aparece dando declarações comprometedoras quando o empresário lhe relata manobras de corrupção como pagamento de propina ao ex-deputado federal Eduardo Cunha, tráfico de influência no CADE e suborno de membros do judiciário brasileiro.

## Escândalo envolvendo ameaças à ex-mulher
Em abril de 2023, de acordo com matéria do UOL, Molina foi envolvido em um escândalo após um vídeo mostrar ele urinando em uma Bíblia e ameaçando sua ex-mulher. Molina alegou que estava passando por um surto psicológico naquele momento.
Esse caso gerou grande repercussão e indignação nas redes sociais e na imprensa. A conduta de Molina foi amplamente criticada e considerada inaceitável. O perito lamentou e pediu amplas desculpas pelo ocorrido.

## Publicações e Trabalhos Apresentados em Congressos

### Artigos Científicos
- "A eficácia de medidas extraídas do espectro de longo termo para a Identificação de Falantes", Cadernos de Estudos Lingüísticos, 25, 129-160, Jul-Dez. 1993, ISSN 0102-5767
- "Variabilidade Inter e Intra-Falante da Freqüência Fundamental em função da Velocidade de Emissão", Estudos Lingüísticos XXIII, 1993, pp. 697–704, ISSN 1413-0939
- "The effects of speaking rate on inter- and intra-speaker variability of selected speech parameters", The Phonetician, CL-67, pp. 13, 1994, ISSN 0741-6164
- "Description of a real case involving the identification of a speaker and the authentication of a magnetic tape recording", in Jacob, B. e W. Bonte (eds.) 1995, Advances in Forensic Sciences, Vol.3, Verlag Dr. Köster, pp. 35–44, ISBN 3-89574-103-5
- "Speaker identification using a spectral moments metrica with the voiceless fricative /s/" PICPS 1995, pp. 286–289, ISBN 91-7170-836-7
- "Análise estatística de fricativas não-sonoras através de uma métrica baseada nos quatro primeiros momentos espectrais", Estudos Lingüísticos XXV, 1995, pp. 513–519, ISSN 1413-0939
- “The effects of fast speech rate on some selected speech parameters”, Proc. 14th Meeting of the International Association of Forensic Sciences, V.4, pp. 288–291, Tokyo, agosto de 1996, ISBN 1-896953-05-0
- “A report of the acoustic effects of a type of disguise”, Forensic Linguistics: The Journal of Speech, Language and the Law, I-96, 1996, pp. 151–158, ISSN 1350-1771
- “A statistical analysis of the relationship between measures extracted from the foramen magnum and sex”, Proc. 14th Meeting of the International Association of Forensic Sciences, V.1, pp. 145–146, Tokyo, agosto de 1996, ISBN 1-896953-02-6
- “Reconhecimento perceptual de vozes aleatoriamente embaralhadas”, Estudos Lingüísticos, XXVI, 1997, pp. 518–24, ISSN 1413-0939
- “Efeitos da Interação entre Foco e Acento Lexical em Parâmetros Relacionados a F0 e Duração”, Anais do II Encontro do CELSUL, Florianópolis, abril de 1997
- “The use of random spliced speech for the recognition of familiar voices”, Journal of the Acoustical Society of America, V. 103, 5, 1998, pp. 2895, ISSN 0001-4966
- “Desarrollo de un sistema automatizado para la verificación de hablantes”, in Lillo, M. B. e C.C. Oyarzún (eds.) 1998, Por los Caminos del Lenguaje, Ed. Universidad de La Frontera, 185-194, ISBN 956-236-101-2
- “A level-based model to synthesize declarative SVO sentences in Brazilian Portuguese”, SPECOM-97, novembro de 1997, pp. 175–178, ISBN 973-9275-19-2
- “The use of random spliced speech for the recognition of familiar voices”, Proc. of 16th International Congress on Acoustics and the 135th Meeting of the Acoustical Society of America, V. 3, pp. 1299–1300, Seattle, julho de 1998
- “The acoustics of gunfire: analysis of a real case”, Proc of 6th Indo-Pacific Congress on Legal Medicine and Forensic Sciences, INPALMS-98, pp. 855–858, Kobe, Japão, julho de 1998, ISBN 4-9980736-1-3
- “Reconocimiento de hablantes basado en el espectro de largo tiempo”, Actas VI Simposio Internacional de Comunicación Social, V II, pp. 1372–1378, Santiago de Cuba, janeiro de 1999, ISBN 959-11-0253-4
- “Perceptual recognition of celebrity voices using random spliced speech”, Proceedings of the 14th International Congress of Phonetic Sciences, V. I, pp. 161–2, San Francisco EUA, agosto de 1999, ISBN 1-56396-899-1
- "Algumas considerações sobre o disfarce de voz", Estudos Lingüísticos- XXIX, 2000, pp. 543–548, ISSN 1413-0939
- “Ferramentas computacionais para identificação de autoria por meio de informação categorial em corpus anotado do Português Europeu”, Hispanica Polonorum 3, 2001, pgs. 13- 22, ISBN 83-901231-1-8
- "Relatório sobre Análise dos Laudos relacionados às 124 mortes ocorridas entre os dias 12 e 20 de Maio de 2006", in Crimes de Maio, Condepe, org. Rose Nogueira, 2006, pgs. 89-96
- "Como funciona um Detetor de Mentiras?",  Ciência Hoje (Revista de Divulgação Científica da SBPC), outubro 2009, 264, 7